# Eyalet di Widdin
L'eyalet di Widdin (in turco Eyalet-i Vidin), fu un eyalet dell'Impero ottomano nella regione dell'attuale Bulgaria nord-occidentale.
L'eyalet venne formato nel 1846 ed il suo centro amministrativo era posto nella città di Vidin. Nel 1864, per effetto della politica di riforma interna dell'Impero ottomano, venne incorporato nel vilayet del Danubio ed i suoi sanjak vennero ridotti alla sola regione della città di Vidin.

## Geografia antropica

### Suddivisioni amministrative
I sanjaks dell'eyalet di Widdin a metà Ottocento erano:
1. sanjak di Widdin
2. sanjak di Lom
3. sanjak di Tırnova